# Chess Life
Chess Life – miesięcznik szachowy publikowany w Stanach Zjednoczonych, oficjalne wydawnictwo Federacji Szachowej Stanów Zjednoczonych (USCF). Miesięcznik wydawany od 1946 roku.

## Lista współautorów (przeszłych i aktualnych)
- Lew Alburt Back to Basics
- Leonard Barden
- Pal Benko Endgame Lab
- David L. Brown Key Krackers
- Robert Byrne
- John Collins Games by USCF Members
- Alex Dunne The Check is in the Mail
- Larry Evans Evans on Chess
- Bobby Fischer Fischer Talks Chess
- Svetozar Gligorić Game of the Month
- Garri Kasparow
- Paul Keres Keres Annotates...
- Robert Lincoln Easy Does It
- William Lombardy Tidbits of Master Play
- Edmar Mednis
- Luděk Pachman Pachman On the Openings
- Bruce Pandolfini Solitaire Chess
- Zsuzsa Polgar Opening Secrets
- Miro Radojcić Observation Point
- Samuel Reshevsky The Art of Positional Play
- Michael Rohde Game of the Month
- Jennifer Shahade
- Andrew Soltis Chess to Enjoy